# Fryderyki 2023
Fryderyki 2023 – 29. edycja polskich nagród muzycznych Fryderyków, przyznawanych przez Akademię Fonograficzną (powołaną przez Związek Producentów Audio-Video), honorująca dokonania przemysłu muzycznego między 1 grudnia 2021 a 30 listopada 2022. Ceremonie wręczenia nagród odbyły się w ramach Fryderyk Festiwalu 2023. Gala muzyki rozrywkowej i jazzowej odbyła się 22 kwietnia 2023 w Arenie Gliwice i była transmitowana przez TVN. Poprowadzili ją Paulina Krupińska, Gabi Drzewiecka, Wojciech Łozowski, Marcin Prokop, Ola Filipek i Radosław Mróz. Gala muzyki poważnej odbyła się 27 kwietnia 2023 w Mediatece w Tychach i była emitowana przez Metro. Poprowadził ją Mariusz Gradowski.
Nagrody konkursowe zostały przyznane w 37 kategoriach (23 w sekcji muzyki rozrywkowej, 3 w sekcji muzyki jazzowej i 11 w sekcji muzyki poważnej). Najwięcej nominacji (7) otrzymał Dawid Podsiadło. Najwięcej nagród (5) zdobył Mrozu. Po 2 nagrody wygrali Brodka, Dawid Podsiadło, Krystian Zimerman, Magdalena Kordylasińska-Pękala, Michał Barański, Roksana Kwaśnikowska, sanah oraz Zespół Pieśni i Tańca „Śląsk”. Poza nagrodami konkursowymi zostały przyznane trzy Złote Fryderyki.

## Organizacja
7 listopada 2022 Związek Producentów Audio-Video (ZPAV) zapowiedział, że w nadchodzącej edycji Fryderyków zostaną utworzone 24 kategorie w sekcji muzyki rozrywkowej, 11 w sekcji muzyki poważnej i 3 w sekcji muzyki jazzowej. W sekcji muzyki rozrywkowej powstała nowa kategoria, najlepsze nagranie koncertowe. Tego samego dnia Akademia Fonograficzna rozpoczęła przyjmowanie zgłoszeń, które trwało do 7 grudnia 2022. W sekcji muzyki rozrywkowej o nominację ubiegało się 372 wykonawców (artystów, zespołów i projektów artystycznych), 113 debiutantów, 417 albumów, 455 utworów, 386 teledysków, 286 twórców (kompozytorów i autorów) i 125 producentów. W muzyce jazzowej zostało zgłoszone 112 muzyków, 27 debiutantów i 106 albumów, zaś w muzyce poważnej 194 albumy.
16 marca 2023 organizatorzy zapowiedzieli, że Fryderyk Festiwal powróci po dwóch latach do konurbacji górnośląskiej. Równocześnie poinformowali, że gala muzyki rozrywkowej i jazzowej odbędzie się 22 kwietnia 2023 w Arenie Gliwice, a jego producentem będzie agencja High Events, ponadto podali część wykonawców, którzy podczas niej wystąpią. 22 marca 2023 ZPAV ogłosił nominacje w muzyce rozrywkowej i jazzie, a dzień później w muzyce poważnej. 5 kwietnia 2023 organizatorzy poinformowali o kolejnych wykonawcach na gali muzyki rozrywkowej i jazzowej, a także podali laureatów Złotych Fryderyków. 12 kwietnia 2023 zapowiedzieli, że gala muzyki poważnej odbędzie się 27 kwietnia 2023 w Mediatece w Tychach, a także opublikowali jej program.
Ceremonia muzyki rozrywkowej i jazzowej była w całości transmitowana od godziny 20 przez portal Onet.pl i serwis Player, a jej pierwszą część poprowadził Radosław Mróz. Druga część gali, która rozpoczęła się o 21:35, była dodatkowo emitowana przez TVN, a poprowadzili ją Paulina Krupińska, Gabi Drzewiecka, Wojciech Łozowski, Marcin Prokop i Ola Filipek. Jej oglądalność w TVN wyniosła średnio 893 222 osób, co przełożyło się na 10,49% udziału w rynku telewizyjnym, przy czym 3 689 919 oglądało ją przez przynajmniej minutę. Gala muzyki poważnej, którą poprowadził dziennikarz Mariusz Gradowski, była emitowana na żywo w mediach społecznościowych, a w późniejszym terminie retransmitował ją kanał telewizyjny Metro.

## Przebieg

### Gala muzyki rozrywkowej i jazzu (22 kwietnia 2023)
Występy podczas gali muzyki rozrywkowej i jazzu:

- Natalia Przybysz – „Oko cyklonu”
- Brodka – „Monika”
- Bokka i Ania Leon – „Apocalypse Afterparty”
- Michał Barański – „Masovian Mantra”
- Me and That Man – „Cyrulik Jack”
- Julia Wieniawa – „Rozkosz”
- Grzegorz Hyży – „Sztos”
- Sara James – „Bloodline”
- T.Love i Kasia Sienkiewicz – „Pochodnia”
- Smolasty – „Duże oczy”
- Doda – „Pewnie już wiesz”/„Zatańczę z aniołami”
- Mrozu – „Nogi na stół”
- Natalia Szroeder – „Para”
- Rubens – „Wszystko ok?”
- Lanberry i Bovska – „Stare piosenki”
- Brodka – „Sadza”
- Feel – „Poszłabym za tobą”
- Behemoth – „Malaria Vvlgata”
- Rita Pax – „Pomaluj moje sny”
- Marek Napiórkowski i Artur Lesicki – muzyka z filmu Człowiek z żelaza
- Szczyl – „Paruje mi bar”
- Zalia i Przyłu – „Bezsensownie”

### Gala muzyki poważnej (27 kwietnia 2023)
Występy podczas gali muzyki poważnej:
- Agata Szymczewska i kwintet Adama Bałdycha
- Michał Sławecki i Orkiestra Aukso – „Silently” Marcina Nierubca
- Michał Sławecki i Altberg Ensemble – Barbaro Traditor Antoniego Vivaldkiego
- Kasia Moś – „Prząśniczka”
- Alina Mleczko i Tango Attack – interpretacje tanga argentyńskiego
- Zespół Śpiewaków Miasta Katowice Camerata Silesia – „Serenity”
- Andrzej Ciepliński i Tymoteusz Bies – dwie miniatury na klarnet i fortepian Krzysztofa Pendereckiego

## Laureaci i nominowani

### Sekcja muzyki rozrywkowej
| Utwór roku | Fonograficzny debiut roku |
| --- | --- |
| - „Za daleko” – Mrozu, gościnnie: Vito Bambino - „Czekam na znak” – Ignacy - „mori” – Dawid Podsiadło - „Sadza” – Brodka - „Wszystko ok?” – Rubens | - Sara James - Ania Leon - Jakub Skorupa - Rubens - Zalia |
| Artystka roku | Artysta roku |
| - sanah - Agnieszka Chylińska - Brodka - Kaśka Sochacka - Natalia Szroeder | - Mrozu - Dawid Podsiadło - Ralph Kaminski - Rubens - Vito Bambino |
| Zespół / projekt artystyczny roku | Producent / producentka / team producencki muzyczny roku |
| - Miuosh i Zespół Pieśni i Tańca „Śląsk” - Julia Rocka i Kukon - Męskie Granie Orkiestra 2021 (Daria Zawiałow, Dawid Podsiadło i Vito Bambino) - Riverside - T.Love                                                                                   | - Mrozu - 1988 - Emade i Wojciech Waglewski - Kuba Galiński - Rubens |
| Kompozytor / kompozytorka / team kompozytorski roku | Autor / autorka / team autorski roku |
| - Dawid Podsiadło i Kuba Galiński - Błażej Król i Quebonafide - Hotel Torino (Dominic Buczkowski-Wojtaszek i Patryk Kumór) - Ralph Kaminski - sanah                                                                                                   | - Mrozu i Arkadiusz Sitarz - Dawid Podsiadło - Ralph Kaminski - Rubens - sanah |
| Album roku pop | Album roku indie pop |
| - Złote bloki – Mrozu - Aquaria – Doda - Lata dwudzieste – Dawid Podsiadło - Pogłos Suplement – Natalia Szroeder - Uczta – sanah | - Amore assoluto per ennio – Mitch & Mitch con il loro Gruppo Etereofonico - Bal u Rafała – Ralph Kaminski - Igo – Igo - Piosenki, których nikt nie chciał – Rubens - Renesans – Sorry Boys |
| Album roku hip hop | Album roku rock |
| - 8171 – Szczyl i Magiera - Almost Goat – Smolasty - Muzyka komercyjna – Pezet - Roller – Miły ATZ - Ruleta – 1988 | - 1986, co będzie jutro? – Dezerter - Hau! hau! – T.Love - Never Ending Sorry – Agnieszka Chylińska - Piękno. Tribute to Breakout – Rita Pax - Premiera – Voo Voo |
| Album roku alternatywa | Album roku elektronika |
| - Sadza – Brodka - B Flat A – Trupa Trupa - Blood Moon – Bokka - Mozaika – Pablopavo i Ludziki - Zeszyt pierwszy – Jakub Skorupa | - Origins – Skalpel - Łezki – Ania Leon - Interior Drawings – Mariusz Duda - Punkt – Catz ’n Dogz - Techno do miłości – Bass Astral |
| Album roku metal | Album roku muzyka poetycka i literacka |
| - Opvs Contra Natvram – Behemoth - Cancer Culture – Decapitated - Generation aXe – Black River - O jeden most za daleko – Nocny Kochanek - Omega – Luxtorpeda                                                                                         | - sanah śpiewa Poezyje – sanah - Piosenki Korcza i Andrusa – Alicja Majewska - Sara – Aga Zaryan - Wolne serca – Kwiat Jabłoni - Zaczynam się od miłości – Natalia Przybysz |
| Album roku muzyka korzeni | Album roku blues |
| - 70-lecie Zespołu Pieśni i Tańca „Śląsk” im. Stanisława Hadyny: Największe przeboje – Zespół Pieśni i Tańca „Śląsk” - Future Folk – Future Folk - Rzeczy ostatnie – Polskie Znaki - Sad – Karolina Cicha, Sw@da & Spółka - Tamoj – Bastarda i Sutari | - B.L.ues – Maja Kleszcz - Brothers & Friends – Maciej Kręc - Czekanie – Kraków Street Band - O samym braku stabilności – Jagoda Kret - Tu i teraz – Śląska Grupa Bluesowa |
| Album roku muzyka dziecięca | Album roku muzyka filmowa, teatralna, ilustracyjna |
| - The Best of Studio Filmów Rysunkowych – różni wykonawcy - Czereśnie Pani Marii – Czereśnie - Inspektor Ogórek: Czas na zdrowie – Centrum Uśmiechu - Zgadywanki rymowanki – Wesoła Lokomotywa - Ziemniaki – Piosenki                                 | - Venice – Infinitely Avantgarde – Hania Rani - Bejbis – Marek Napiórkowski - EO – Paweł Mykietyn - Johnny – Michał Kush - Piosenki o miłości – Kamil Holden Kryszak |
| Najlepsze nagranie koncertowe | Najlepsze nowe wykonanie |
| - Leśna muzyka (live, czyli na żywo) – Dawid Podsiadło - Pieśni współczesne (Live at Cavatina Hall) – Miuosh i Zespół Pieśni i Tańca „Śląsk” - Tribute to Krzysztof Krawczyk – Urbański Orkiestra i goście                                            | - „Ostatnia prosta” – Albo Inaczej, gościnnie: Kaśka Sochacka - „Bo jesteś ty” – Urbański Orkiestra, Błażej Król i Natalia Szroeder - „Gdybyś kochał, hej!” – Rita Pax - „La Canzone del Ciuccio” – Tomasz Organek - „Nie, nie, nie” – Kwiat Jabłoni - „Ostatni raz zatańczysz ze mną” – Tribbs i Kubańczyk |
| Teledysk roku | |
| - „Sadza” (Brodka) – Brodka - „Laura” (Daria Zawiałow i Sokół) – Nastazja Gonera - „Nic dwa razy (W. Szymborska)” (sanah) – Michał Pańszczyk - „Piękni ludzie” (Sobel) – Michał Radziejewski - „To co masz Ty!” (Dawid Podsiadło) – Filip Załuska     | |

### Sekcja muzyki jazzowej
| Album roku jazz | Album roku jazz                                                            |
| --- | -------------------------------------------------------------------------- |
| - Masovian Mantra (Polish Jazz vol. 88) – Michał Barański - A View from the Treetop – Rafał Sarnecki - Requiem – Andrzej Jagodziński - String Theory – Marek Napiórkowski, gościnnie: Aukso Orkiestra Kameralna Miasta Tychy - Tomasz Dąbrowski & The Individual Beings – Tomasz Dąbrowski - Voices – Piotr Wojtasik |                                                                            |
| Artysta roku jazz | Fonograficzny debiut roku jazz                                             |
| - Michał Barański - EABS - Marek Napiórkowski - Piotr Wojtasik - Tomasz Dąbrowski | - Andrzej Gondek - Amalia Umeda - Anna Jopek - Marcel Baliński - Mary Rumi |

### Sekcja muzyki poważnej
| Najwybitniejsze nagranie muzyki polskiej |
| --- |
| - Karol Szymanowski: Piano Works - Krystian Zimerman - Aleksander Nowak / Szczepan Twardoch: Pokora. Dramma giocoso - Maciej Frąckiewicz, Joanna Freszel, Sebastian Szumski i Aukso Orkiestra Kameralna Miasta Tychy (dyrekcja: Marek Moś) - Henryk Mikołaj Górecki: Folk Songs - Zespół Śpiewaków Miasta Katowice Camerata Silesia (dyrekcja: Anna Szostak-Myrczek) - Marcin Józef Żebrowski: Vesperae in Visitatione Beatae Mariae Virginis - Wrocław Baroque Ensemble (dyrekcja: Andrzej Kosendiak) - Paweł Łukaszewski: Sacred Choral Works - State Choir Latvia (dyrekcja: Maris Sirmais) |
| Album roku muzyka oratoryjna i operowa |
| - Wolfgang Amadeusz Mozart: Requiem d-moll, KV 626. Ryszard Zimak in memoriam - Małgorzata Rodek, Elżbieta Wróblewska, Jerzy Knetig, Wojciech Gierlach, AMFC Vocal Consort, Chór Mieszany i Orkiestra Symfoniczna Akademii Muzycznej im. Fryderyka Chopina w Warszawie (dyrekcja: Ryszard Zimak) - Aleksander Nowak / Szczepan Twardoch: Pokora. Dramma giocoso - Maciej Frąckiewicz, Joanna Freszel, Sebastian Szumski i Aukso Orkiestra Kameralna Miasta Tychy (dyrekcja: Marek Moś) - Witold Lutosławski: Opera omnia 08 – Kolędy - Aleksandra Kurzak, Chór NFM i NFM Filharmonia Wrocławska (dyrekcja: Antoni Wit) |
| Album roku muzyka chóralna |
| - Henryk Mikołaj Górecki: Folk Songs - Zespół Śpiewaków Miasta Katowice Camerata Silesia (dyrekcja: Anna Szostak-Myrczek) - Lauda anima mea - Chopin University Chamber Choir (dyrekcja: Krzysztof Kusiel-Moroz) - Mikołaj Gomółka: Melodie na psałterz polski, vol. 7 & 8 - Liliana Pociecha, Katarzyna Wajrak, Anna Zawisza, Dobromiła Lebiecka, Agnieszka Piwko, Joanna Wodo, Paweł Fundament, Krzysztof Piotrowski, Jacek Ziobro, Piotr Brajner, Łukasz Dziuba, Adam Radnicki, Oltremontano Antwerpen i Chór Polskiego Radia (dyrekcja: Agnieszka Budzińska-Bennett) - Stanisław Moryto: Msza dziecięca, Litania, Ave Maria, Cantio polonica, Veni Creator - Sylwia Stępień, Katarzyna Boruta, Ewelina Rzezińska, Michał Sławecki i Kameralny Zespół Wokalny Mimesis (dyrekcja: Karolina Mika) - The Sound of The Sea - Chór Politechniki Morskiej w Szczecinie (dyrekcja: Sylwia Fabiańczyk-Makuch) |
| Album roku muzyka dawna |
| - Marcin Józef Żebrowski: Vesperae in Visitatione Beatae Mariae Virginis - Wrocław Baroque Ensemble (dyrekcja: Andrzej Kosendiak - Supraskie Kantyki - Chór Opery i Filharmonii Podlaskiej (dyrekcja: Violetta Bielecka) - Alchemie - Anna Urszula Kucharska, Dorota Zimna i Sławomir Zubrzycki - Georg Philipp Telemann: Suites & Concerto - Altberg Ensemble i Peter van Heyghen - Mikołaj Gomółka: Melodie na psałterz polski, vol. 9 & 10 - Aleksandra Krzywdzińska, Liliana Pociecha, Katarzyna Wajrak, Dobromiła Lebiecka, Agnieszka Piwko, Joanna Wodo, Paweł Fundament, Krzysztof Piotrowski, Jacek Ziobro, Piotr Brajner, Łukasz Dziuba, Adam Radnicki, Compass Viol Consort i Chór Polskiego Radia (dyrekcja: Agnieszka Budzińska-Bennett) |
| Album roku muzyka kameralna – duety |
| - Andrzej Krzanowski: Reliefs - Arkadiusz Bialic, Maciej Frąckiewicz, Joanna Freszel, Leszek Lorent, Marcin Zdunik i Lutosławski Quartet - Irrberge - Andrzej Ciepliński i Tymoteusz Bies - Rafał Janiak: Violin Inspirations - Kamila Wąsik-Janiak, Andrzej Karałow i Piotr Ptak - Sebastian Szymański: Pieśni - Anna Mikołajczyk-Niewiedział i Marcin Tadeusz Łukaszewski - Transfigurations - Wojciech Fudala i Michał Rot |
| Album roku muzyka kameralna – większe składy |
| - Mieczysław Wajnberg: String Quartets Nos. 5 & 6 - Kwartet Śląski - Johannes Brahms: Piano Quintet in F minor Op. 34, String Quartet in A minor Op. 51 No. 2 - Robert Morawski i Kwartet Camerata - Sinfonia Varsovia: Chamber Way - Sinfonia Varsovia Brass, Sinfonia Varsovia String Quintet i Sinfonia Varsovia Wind Quintet - Skrowaczewski: Chamber Works - Andrzej Ciepliński, Jakub Jakowicz, Alicja Bator, Piotr Hausenplas, Arkadiusz Krupa, Maciej Kułakowski, Marek Romanowski, Aleksandra Świgut, Marcel Markowski, Łukasz Chrzęszczyk, Grażyna Zbijowska i Jakub Jackowski - Władysław Żeleński: I Kwartet smyczkowy F-dur op. 28, Wariacje na temat własny op. 21 - Equilibrium String Quartet |
| Album roku recital solowy |
| - Monologue – Polskie utwory na wiolonczelę solo - Tomasz Daroch - Pierre Rode: 24 Caprices for Solo Violin - Roksana Kwaśnikowska - Anna Górecka Plays Henryk Mikołaj Górecki - Anna Górecka - Georg Philipp Telemann – 12 Fantasias for Solo Violin - Małgorzata Malke - Weinberg Piano Sonatas 1–3 - Piotr Sałajczyk |
| Album roku muzyka orkiestrowa |
| - Debut (live) - Warsaw Saxophone Orchestra i The WHOOP Group (dyrekcja: Paweł Gusnar) - Grażyna Bacewicz: Music for Chamber Orchestra vol. III - Orkiestra Kameralna Polskiego Radia Amadeus (dyrekcja: Agnieszka Duczmal) - Krzysztof Penderecki - Orkiestra Filharmonii Narodowej (dyrekcja: Andrzej Boreyko) - Pokolenie ’51 – Knapik, Krzanowski, Lasoń - Aukso Orkiestra Kameralna Miasta Tychy (dyrekcja: Marek Moś) - Roman Palester: Dzieła nieznane - Izabela Matuła i Orkiestra Symfoniczna Polskiej Filharmonii Bałtyckiej (dyrekcja: Łukasz Borowicz) |
| Album roku muzyka koncertująca |
| - Felix Nowowiejski: Piano Concerto, Cello Concerto - Jacek Kortus, Bartosz Koziak i Orkiestra Filharmonii Poznańskiej (dyrekcja: Łukasz Borowicz) - André Tchaikowsky / Giya Kancheli - Ilya Gringolts, Magdalena Schabowska, Orkiestra Filharmonii Narodowej (dyrekcja: Andrzej Boreyko) i Chór Męski Filharmonii Narodowej (dyrekcja: Bartosz Michałowski) - Live in Wrocław - Szymon Krzeszowiec, Jan Krzeszowiec, Adam Krzeszowiec i NFM Filharmonia Wrocławska (dyrekcja: Jerzy Maksymiuk) - Mikołaj Majkusiak, Andrzej Karałow, Marta Ptaszyńska: Accordion Concertos - Klaudiusz Baran i Chopin University Chamber Orchestra (dyrekcja: Michał Klauza) - Roxanna Panufnik, Mikołaj Piotr Górecki: Works for Violin & String Orchestra - Jarosław Żołnierczyk, Kaja Danczowska i Orkiestra Kameralna Polskiego Radia Amadeus (dyrekcja: Agnieszka Duczmal)                                        |
| Album roku muzyka współczesna |
| - Muzyka strun - Wojciech Błażejczyk, Ensemble Musikfabrik, Kwadrofonik, Hashtag Ensemble i In:te:gro (dyrekcja: Christian Eggen) - 5 [+2] - LutosAir Quintet, Nate Wooley i Tomasz Żymła - Muzyka kobiet XXI wieku - Maksymilian Grzesiak, Katarzyna Grzesiak, Aleksandra Demowska-Madejska, Małgorzata Maśluszczak, Weronika Grozdew-Kołacińska i Rafał Grozdew - kompozytorzy: Weronika Ratusińska-Zamuszko, Justyna Kowalska-Lasoń i Anna Ignatowicz-Glińska - Réflexions - Anna Firlus i Krzysztof Firlus - Requiem dla świata - Anna Mikołajczyk-Niewiedział, Aneta Łukaszewicz, Rafał Bartmiński, Robert Gierlach, Sinfonia Viva i Warszawski Chór Międzyuczelniany (dyrekcja: Tomasz Radziwonowicz) |
| Najlepszy album polski za granicą |
| - Karol Szymanowski: Piano Works - Krystian Zimerman - Grażyna Bacewicz: Complete Symphonic Works Vol. 1 (Symphonies 3&4) - WDR Sinfonieorchester (dyrekcja: Łukasz Borowicz) - Farewells - Jakub Józef Orliński i Michał Biel - Paweł Łukaszewski: Sacred Choral Works - State Choir Latvia (dyrekcja: Maris Sirmais) - Vivaldi: Stabat Mater - Jakub Józef Orliński i Capella Cracoviensis (dyrekcja: Jan Tomasz Adamus) |

### Złote Fryderyki
Laureaci Złotych Fryderyków:

Andrzej Korzyński, laureat Złotego Fryderyka w muzyce rozrywkowej

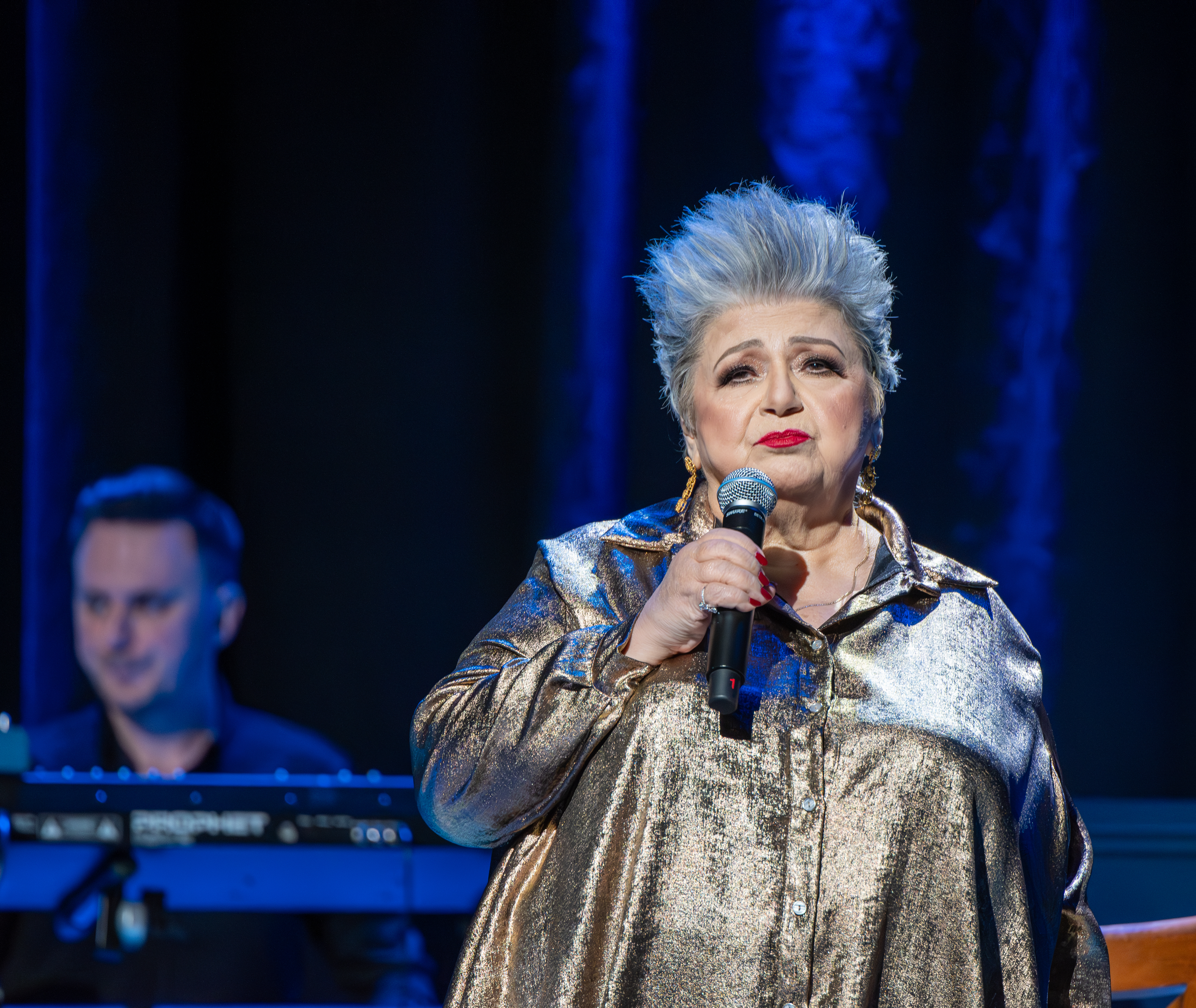
Ewa Bem, laureatka Złotego Fryderyka w muzyce jazzowej

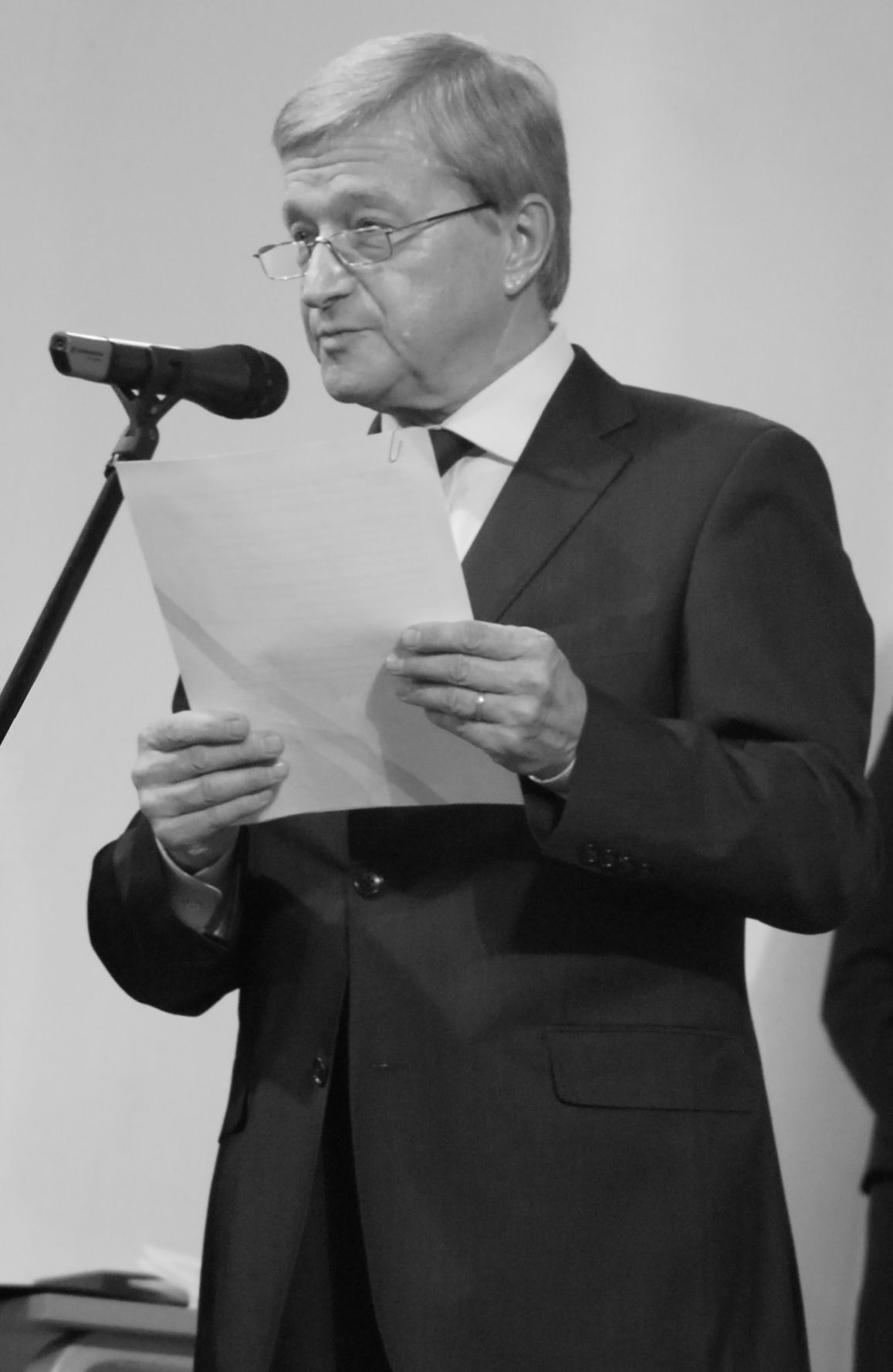
Tadeusz Strugała, laureat Złotego Fryderyka w muzyce poważnej

- Andrzej Korzyński (muzyka rozrywkowa)
- Ewa Bem (muzyka jazzowa)
- Tadeusz Strugała (muzyka poważna)

## Statystyki
| Liczba | Osoba/zespół |
| ------ | --- |
| 5      | Mrozu |
| 2      | BrodkaDawid PodsiadłoKrystian ZimermanMagdalena Kordylasińska-PękalaMichał BarańskiRoksana KwaśnikowskasanahZespół Pieśni i Tańca „Śląsk” |

| Liczba | Osoba/zespół |
| ------ | --- |
| 7      | Dawid Podsiadło |
| 6      | Rubens |
| 5      | Mrozusanah |
| 4      | Aukso Orkiestra Kameralna Miasta TychyBrodkaRalph Kaminski                                                                          |
| 3      | Joanna FreszelŁukasz BorowiczMaciej FrąckiewiczMarek MośMarek NapiórkowskiNatalia SzroederVito BambinoZespół Pieśni i Tańca „Śląsk” |